# Švédské hokejové hry 1992
Švédské hokejové hry se konaly od 30. ledna do 2. února 1992 v Stockholmu. Zúčastnili se čtyři reprezentační mužstva, která se utkala jednokolovým systémem každý s každým.

## Výsledky a tabulka
|    |         | CAN    | CIS | TCH            | SWE     | V | R | P | Skóre | B |
| 1. | Kanada  | Kanada | 2:2 | 3:1            | 2:1     | 2 | 1 | 0 | 7:4   | 5 |
| 2. | SNS II  | 2:2    | SNS | 2:0            | 1:4     | 1 | 1 | 1 | 5:6   | 3 |
| 3. | ČSFR    | 1:3    | 0:2 | Československo | 3:2     | 1 | 0 | 2 | 4:7   | 2 |
| 4. | Švédsko | 1:2    | 4:1 | 2:3            | Švédsko | 1 | 0 | 2 | 7:6   | 2 |

 Československo –  SNS II 0:2 (0:2, 0:0, 0:0)
30. ledna 1992 – Stockholm

Branky a nahrávky SNS: 0:33 German Titov, 7:21 Dmitrij Motkov (Alexej Kudašov, Viktor Gordjuk).

Rozhodčí: Svein-Erik Sold (SWE) - Stephan Eriksson (SWE), Christer Larking (SWE)

Vyloučení: 10:7 (využití 0:0)
ČSFR: Petr Bříza - Drahomír Kadlec, Leo Gudas, Róbert Švehla, Miroslav Marcinko, Jiří Šlégr, Miloslav Hořava, Richard Šmehlík, Bedřich Ščerban - Tomáš Jelínek, Petr Hrbek, Richard Žemlička - Peter Veselovský, Martin Straka, Igor Liba - Petr Rosol, Robert Lang, Kamil Kašťák - Radek Ťoupal, Otakar Janecký, Patrik Augusta.
SNS: Andrej Trefilov - Sergej Seljanin, Alexander Smirnov, Dmitri Filimonov, Alexandr Karpovcev, Andrej Jakovenko, Dmitrij Motkov - Igor Koroljov, German Titov, Vitali Karamnov - Ravil Chajdarov, Alexej Jašin, Ravil Jakubov – Andrej Kudinov, Alexej Kudašov, Viktor Gordjuk - Andrej Nikolišin, Oleg Šargorodskij, Alexandr Čerbajev. 
 Švédsko –  Kanada 1:2 (1:1, 0:0, 0:1)
30. ledna 1992 – Stockholm

Branky a nahrávky Švédska: 1. Bengt-Ake Gustafsson (Håkan Loob).

Branky a nahrávky Kanady: 5. Patrick Lebeau (Joé Juneau, Randy Smith), 47. Curt Giles (Dave Archibald).

Rozhodčí: Anton Danko (TCH) - Johan Enestedt (SWE), Kent Thudén (SWE)

Vyloučení: 2:4
Švédsko: Tommy Söderström - Anders Eldebrink, Peter Andersson, Tommy Sjödin, Börje Salming, Kenneth Kennholt, Fredrik Stillman - Håkan Loob, Thomas Rundqvist, Mats Näslund - Peter Ottosson, Bengt-Ake Gustafsson, Patrik Carnbäck - Patric Kjellberg, Charles Berglund, Jan Viktorsson - Patrik Ericksson, Daniel Rydmark, Lars Edström.
Kanada: Sean Burke - Jason Woolley, Brad Schlegel, Curt Giles, Dan Ratushny, Gord Hynes, Brian Tutt - Chris Kontos, Joé Juneau, Randy Smith - Dave Hannan, Eric Lindros, Dave Archibald - Wally Schreiber, John Chabot, Ken Yaremchuk - Patrick Lebeau, Fabian Joseph, Kent Manderville.
 Československo –  Švédsko 3:2 (0:1, 0:0, 3:1)
31. ledna 1992 – Stockholm

Branky a nahrávky Československa: 1:1 42:10 Peter Veselovský (Igor Liba, Róbert Švehla), 2:1 42:41 Miloslav Hořava (Petr Rosol), 54:47 Tomáš Jelínek (Otakar Janecký, Richard Žermlička).

Branky a nahrávky Švédska: 4:41 Mats Naslund (Eldebrink, Håkan Loob), 50:58 Kenneth Kennholt (Jan Viktorsson).

Rozhodčí: Tor Hansen (NOR) - Stephan Eriksson (SWE), Thomas Skoglund (SWE)

Vyloučení: 7:7 (využití 2:0)
ČSFR: Petr Bříza - Drahomír Kadlec, Leo Gudas, Róbert Švehla, František Procházka, Jiří Šlégr, Miloslav Hořava, Miroslav Marcinko, Bedřich Ščerban - Tomáš Jelínek, Petr Hrbek, Richard Žemlička - Patrik Augusta, Peter Veselovský, Igor Liba - Petr Rosol, Robert Lang, Kamil Kašťák - Radek Ťoupal, Otakar Janecký, Ladislav Lubina.
Švédsko: Roger Nordström - Anders Eldebrink, Peter Andersson (1965), Tommy Sjödin, Börje Salming, Kenneth Kennholt, Peter Andersson (1962) - Håkan Loob, Thomas Rundqvist, Mats Näslund - Patric Kjellberg, Bengt-Ake Gustafsson, Patrik Carnbäck - Mikael Johansson, Charles Berglund, Jan Viktorsson - Patrik Ericksson, Daniel Rydmark, Lars Edström.
 SNS II –  Kanada 2:2 (1:2, 0:0, 1:0)
31. ledna 1992 – Stockholm

Branky a nahrávky SNS: 5. Vitali Karamnov (Alexandr Karpovcev, Igor Koroljov), 46. Ravil Jakubov (Ravil Chajdarov).

Branky a nahrávky Kanady: 6. Eric Lindros (Schreiber), 18. Gord Hynes (Schreiber, John Chabot).

Rozhodčí: Borje Johansson (SWE) - Christer Larking (SWE), Johan Enestedt (SWE)

Vyloučení: 5:2 (využití 0:1)
SNS: Andrej Trefilov - Sergej Seljanin, Alexander Smirnov, Dmitri Filimonov, Alexandr Karpovcev, Andrej Jakovenko, Dmitrij Motkov - Igor Koroljov, German Titov, Vitali Karamnov - Ravil Chajdarov, Alexej Jašin, Ravil Jakubov - Alexej Kudašov, Viktor Gordjuk, Andrej Kudinov - Alexandr Čerbajev, Oleg Šargorodskij, Andrej Nikolišin.
Kanada: Trevor Kidd - Gord Hynes, Brad Schlegel, Curt Giles, Dan Ratushny, Adrien Plavsic, Kevin Dahl - Chris Kontos, Joé Juneau, Kent Manderville - Dave Hannan, Eric Lindros, Dave Archibald - Wally Schreiber, John Chabot, Ken Yaremchuk - Patrick Lebeau, Fabian Joseph, Todd Brost.
 Československo –  Kanada 1:3 (0:0, 0:1, 1:2)
2. února 1992 – Stockholm

Branky a nahrávky Československa: 51:15 Robert Lang (Petr Rosol, Kamil Kašťák).

Branky a nahrávky Kanady: 34:13 Adrien Plavsic (Joé Juneau), 41:21 Randy Smith (Eric Lindros), 53:49 Schreiber (Todd Brost).

Rozhodčí: Tor Hansen (NOR) - Johan Norrman (SWE), Petersson (SWE)

Vyloučení: 8:11 (využití 0:0)
ČSFR: Petr Bříza - Drahomír Kadlec, Leo Gudas, Róbert Švehla, František Procházka, Jiří Šlégr, Miloslav Hořava, Miroslav Marcinko, Richard Šmehlík - Tomáš Jelínek, Otakar Janecký, Richard Žemlička - Patrik Augusta, Peter Veselovský, Igor Liba - Petr Rosol, Robert Lang, Kamil Kašťák - Radek Ťoupal, Martin Straka, Ladislav Lubina.
Kanada: Sean Burke - Gord Hynes, Brad Schlegel, Curt Giles, Dan Ratushny, Brian Tutt, Adrien Plavsic, Jason Woolley - Dave Archibald, Joé Juneau, Chris Lindberg - Randy Smith, Eric Lindros, Dave Hannan - Kent Manderville, John Chabot, Patrick Lebeau - Todd Brost, Dave Tippett, Wally Schreiber.
 Švédsko –  SNS II 4:1 (3:0, 1:0, 0:1)
2. února 1992 – Stockholm

Branky a nahrávky Švédska: 1. Lars Edström (Patrik Carnbäck, Bengt-Ake Gustafsson), 17. Charles Berglund (Fredrik Stillman), 18. Patrik Ericksson (Peter Andersson), 24. Kennholt (Patrik Ericksson, Patric Kjellberg).

Branky a nahrávky SNS: 42. Ravil Jakubov (Ravil Chajdarov).

Rozhodčí: Anton Danko (TCH) - Johan Enestedt (SWE), Johan Norrman (SWE)

Vyloučení: 2:2